# Dashanpusaurus
Dashanpusaurus („ještěr z Ta-šan-pchu“) byl rod sauropodního dinosaura z kladu Macronaria a čeledi Camarasauridae, formálně popsaného v roce 2005 z Číny. Fosilie dinosaura byly objeveny v sedimentech souvrství Ša-si-miao (angl. Shaximiao) a mají stáří zhruba 168 až 165 milionů let (období střední jury).
Podle výsledků nového výzkumu publikovaného v roce 2022 je tento sauropod nejstarším známým neosauropodním makronariem a dokládá skutečnost, že neosauropodi byli v období počínající střední jury geograficky již značně rozšířeným kladem (v podstatě s již globálním rozšířením po všech částech pomalu se rozpadajícího superkontinentu Pangea).

## Objev a pojmenování
Fosilie tohoto sauropoda byly objeveny ve vzdálenosti pouhých 7 kilometrů od města C'-kung, na území čínské provincie S'-čchuan. Rodové jméno odkazuje k proslulé lokalitě Ta-šan-pchu (angl. Dashanpu), na které byly jeho fosilie objeveny. Druhové je poctou čínskému paleontologovi jménem Tung Č’-ming (angl. Dong Zhiming). Holotyp nese označení ZDM 5028 a jedná se o částečně dochovanou kostru bez lebky. Další částečně dochovanou fosilní kostrou je paratyp s označením ZDM 5027. Formálně byl typový druh Dashanpusaurus dongi popsán týmem čínských paleontologů v roce 2005.

## Popis
Dashanpusaurus byl středně velkým sauropodem, dosahujícím délky kolem 18 metrů a hmotnosti zhruba 10 až 15 tun.. Podle původní popisné studie pak v dospělosti činila délka tohoto dinosaura asi 17 metrů, výška ve hřbetu 5 metrů a hmotnost až 20 tun.